# دجال

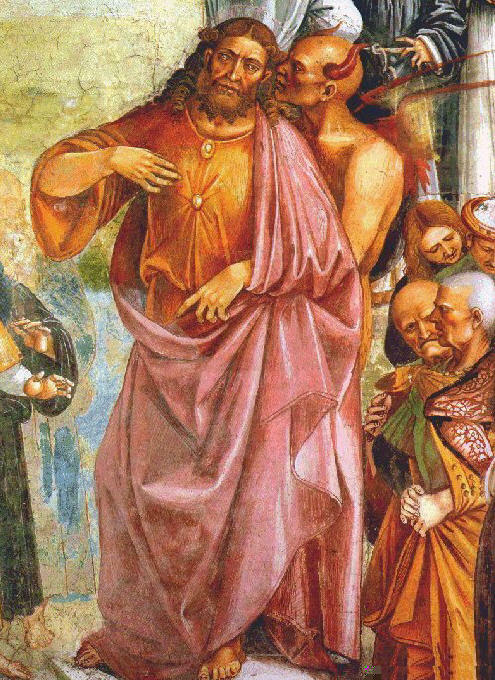
آنتی‌کرایست یا ضدمسیح و شیطان. بخشی جزئی از اثر کامل وقایع ضدمسیح فرسکو به دست لوکا سینیورلی، سال ۱۵۰۱

مسیح دروغین (به عربی: المسیح الدجال) که به اختصار با نام دجال نیز شناخته می‌شود، یک شخصیت شیطانی در فرجام‌شناسی اسلامی است که به باور مسلمانان در زمانی در آینده پیش از یوم القیامة (روز رستاخیز) وانمود می‌کند که مسیح است (یعنی مسیحا). باور مسلمانان به دجال در فرجام‌شناسی اسلامی با باور مسیحیان به ضد مسیح در فرجام‌شناسی مسیحی و باور یهودیان به آرمیلوس در فرجام‌شناسی یهودی قرون وسطی قابل قیاس است.
دجال در احادیث اسلامی به باور مسلمانان سنی و شیعه موجودی ست که چشم راستش کور است و مانند حبه انگور برآمده است. در باور شیعیان بر اساس حدیثی از علی بن ابی‌طالب چشم سالم دجال به وسط پیشانی‌اش آمده‌است؛ در جلو و عقب کاروان دجال کوه‌هایی از دود حرکت می‌کنند که مردم در قحطی‌های سخت انتظار غذا در آن کوه‌ها را دارند؛ همه رودخانه‌هایی که در مسیر دجال قرار می‌گیرند خشک می‌شوند و مطابق این حدیث او با صدایی بلند مردم را صدا می‌کند که «ای دوستان من به سمت من بیایید، من ارباب شما هستم که به شما دست و پا و غذا داده‌ام».
در روایات شیعه دجال در آخرالزمان و پیش از قیام مهدی از خراسان ظهور می‌کند و او با انجام کارهای شگفت‌انگیز و معجزاتی جمع زیادی از مردم را می‌فریبد. دجال در اورشلیم ادعای خدایی می‌کند و سرانجام پس از حکمرانی به مدت چهل روز یا چهل سال به دست عیسی مسیح یا مهدی یا هر دوی آن‌ها کشته می‌شود.

## ضد مسیح

صلیب پطرس (صلیب وارونه) اغلب به عنوان نماد ضد مسیح شناخته می‌شود.

عبارت «ضد مسیح» در عهد جدید پنج بار در نامه یکم یوحنا و نامه دوم یوحنا آمده‌است، یک بار به صورت جمع و چهار بار به صورت منفرد.
در نامه اول یوحنا آمده‌است: دروغگو کیست جز آنکه مسیح بودن عیسی را انکار کند آن دجال است که پدر و پسر را انکار می‌نماید. باز در همان رساله آمده‌است: «شنیده‌اید که دجال می‌آید الحال هم دجالان بسیار ظاهر شده‌اند و از این می‌دانم که ساعت آخر است.» در جای دیگر در همان رساله می‌گوید: «و هر روحی که عیسی مجسَم را انکار کند از خدا نیست و این است روح دجال که شنیده‌اید که او می‌آید و الان هم در جهان است.» برخی از علمای مسیحی از جمله صاحب قاموس کتاب مقدس دجال را اسم عام می‌داند و به تصور وی مراد از دجال و دجالان کسانی هستند که مسیح را تکذیب کنند و این معنا از عبارات انجیل نیز استفاده می‌شود. همچنین گفته شده دجال یا ضد مسیح شخصی است که در آخرالزمان قیام کرده و مسیح، رجعت کرده او را از پای در خواهد آورد.

## دجال در اسلام
در روایات اسلامی و روایاتی منتسب به محمد، پیامبر مسلمانان، یکی از نشانه‌های دوران ظهور و آخر الزمان خروج دجال است. ظهور دجال از نشانه‌های برپایی قیامت دانسته شده‌است. دجال فردی با یک چشم و صورتی کریه و موهایی تابداراست که بر پیشانی‌اش کلمه ک‌ف‌ر حک شده‌است. دجال در آخرالزمان از شرق و احتمالاً از خراسان خروج می‌کند. او انجام کارهای شگفت‌انگیز و معجزاتی جمع زیادی از مردم را می‌فریبد. دجال در اورشلیم ادعای خدایی می‌کند. او سرانجام پس از حکمرانی به مدت چهل روز یا چهل سال به دست عیسی کشته می‌شود. تا زمان ظهور دجال او در جزیره‌ای در اقیانوس هند به سر می‌برد که از آن صدای موسیقی به گوش می‌رسد. روایات دیگری وجود دارد که در کوهی در جزیره‌ای در بند است و اهریمنان به او غذا می‌رسانند.

### دجال در روایات اهل سنت
قسمت عمده روایات دربارهٔ دجال را «احمد حنبل» در کتاب «مسند» و «ترمذی» در «صحیح» خود و «ابن ماجه» در «سنن» و «مسلم» در «صحیح» و «ابن اثیر» در «نهایه» از عبدالله بن عمر و ابوسعیدخدری و جابر ابن عبدالله انصاری نقل کرده‌اند.

#### مشخصات ظاهری
در روایات دجال جوان سرخ رنگ قد کوتاه دارای جسم عظیم و شکم بزرگ با موهای فر و زبر و با پیشانی کشیده که واژه کفر به صورت تهجی بر پیشانیش به‌طور واضح نوشته شده‌است.
«صائد بن صید» که در زمان محمد می‌زیسته و محمد او را از مصادیق دجال معرفی کرده‌است و چون بعداً از خروج دجال در آخرالزمان نیز خبر داده بعضیها گمان کرده‌اند دجال موعود همان «صائد بن صید» است و در نتیجه به زنده ماندن و طول عمر او قائل شدند.
بعضی از نویسندگان اسلامی نیز با توجه به ریشه لغت «دجال» آن را منحصر به یک فرد به‌خصوص نمی‌دانند بلکه آن را عنوانی می‌دانند کلی برای افراد پر تزویر حیله‌گر و حقه باز که برای فریب مردم از هر وسیله‌ای استفاده می‌کنند. دجال شخصی است که حق را با باطل آمیخته و از حق برای راهبرد اهداف شیطانی خود استفاده می‌کند.

#### مرگ
به گفته محمد پیامبر اسلام، عیسی ناصری فرزند مریم دجال را در مقام باب لاد به قتل می‌رساند، و سگ‌ها آن را خواهند خورد.

### دجال در روایت‌های شیعه
در روایت‌های شیعه نیز گفته‌های زیادی دربارهٔ دجال به چشم می‌خورد و اینچنین گفته شده است که وی در زمانی که مردم گناهان زیادی را انجام دهند و نیکی را بد و بدی را نیک بدانند، ظهور خواهد کرد.
محمد دربارهٔ وی چنین گفته‌است:
خداوند هیچ پیامبری را به رسالت برنگزید مگر آنکه قومش را از دجال ترسانید و خداوند آن را تا به امروز بر شما تأخیر انداخته و اگر امر بر شما مشتبه شد بدانید که پروردگار شما یک چشم نیست و دجال بر الاغی که فاصله دو گوشش یک میل است خروج می‌کند و به همراهش بهشت و دوزخ و کوهی از نان و نهری از آب است و بیشتر پیروانش یهود و زنان و اعرابند و به همه کرانه‌های زمین به جز مکه و مدینه و حومه این دو شهر، گذر می‌کند.

## چشم دجال
با توجه به روایات شیعه و اهل سنت؛ یک چشم دجال، کاملاً کور و چشم دیگر، نابینای نسبی است. برجستگی و از حدقه درآمدن، ویژگی چشم راست دجال، و درخشش همانند ستاره، ویژگی چشم چپ او می‌باشد.
در برخی روایات از نوشتهٔ میان دو چشم دجّال سخن به میان آمده که احتمال دارد کنایه از ثبوت و وضوح کفر دجّال باشد.

## دجال در عرفان ایرانی
شاعر و عارف بزرگ ایرانی شیخ محمود شبستری قرن ۶۸۷ ه.ق در وصف چشم دجال و عیسی توضیح کامل داده.
- شیخ محمود شبستری » کنز الحقایق » بخش ۲۷ - در تحقیق عیسی و دجال

| دو چشمست آدمی را بی ضرورت      |  | برای دیدن معنی و صورت           |
| یکی چشم چپ است و آن دگر راست   |  | ز هر دو بیند آن مردی که بیناست  |
| دو چشمت در حقیقت هست یعنی      |  | یکی در صورت و دیگر به معنی      |
| نبیند چشم صورت جز هوا را       |  | به چشم معنوی بیند خدا را        |
| بدان کاین چشم صورت چشم دنیاست  |  | ولیکن چشم معنی چشم عقبی است     |
| کسی کز چشم معنی هست اعور       |  | نبیند آخرت را ای برادر          |
| که چشم چپ جز از دنیا نبیند     |  | چو دنیا دید هم دنیا گزیند       |
| کسی کش میل جمله سوی دنیی است   |  | به چشم راست چون دجال اعمی است   |
| مثال تن خر و عیسی است جانت     |  | اگر عیسی صفت باشد روانت         |
| چو جان نادان بود دجال باشد     |  | چو دانا گشت عیسی حال باشد       |
| ز نطق عیسوی گیرد نشان جان      |  | شود از علم زنده جان نادان       |
| خر و دجال و عیسی جز یکی نیست   |  | یقین دان اندر این معنی شکی نیست |
| اگر دانا بود عیسی است بر خر    |  | که نادان خر بود وز خر فروتر     |
| چو دانستی یقین عیسی و دجال     |  | ز راه علم معلومت شد این حال     |
| ببین تا زین دو یک بر خر کدامست |  | بدان نامش بخوان اینت تمام است   |
| به چشم راست چون دجال اعمی است  |  | به چشم چپ نظر او را به دنیا است |
| کسی کش سوی دنیا میل باشد       |  | یقین دجال را در خیل باشد        |
| چو دانستی خروج خیل دجال        |  | چو بینی خیل او بگریز در حال     |
| ببُر زین خیل دجالی به مردی      |  | مرو پیشان که زیشان نگردی        |
| نبی گفته مرو آخر زمانه         |  | به دنبال دف و چنگ و چغانه       |
| مبادا کز پیش دجال باشد         |  | که در مانی که او نیکال باشد     |

## دجال در عرفان ایرانی و معانی عامیانه
به گفته عرفا و شاعران ایرانی در آخر زمان دجال که در سحر و جادو کاملا مهارت دارد همانند آب و آتش پیدا گردد.
| اول دود از جهان برآید        |  | دنیا پس از آن بسی نپاید |
| آنگه دجال کور ناخوش          |  | پیدا گردد چو آب و آتش   |
| دابه(اشوب) پس از آن پدید آید |  | اما بسیار هم نپاید      |

شاه نعمت الله ولی
| چون خر دجال نفست شد اسیر حرص و آز |  | بعد ازین بر مرکب تقویت زین باید نهاد |

سنایی
معنی آب و آتش و آشوب در شعر بالا روشن است که دجال در پی منافع شخصی و گروه پیروان خود بوده و جامعه جهانی به اشوب کشیده(آتش) و آرام کرده(آب) و تکرار این موضوع تا به نتیجه خود برسد.(دجال مدعی دروغین دین هست)
همچنین گفته شده خر دجال برای مردم خرما تِسله{مدفوع} میکند و معنی آن روشن است که حاکم یا عروسک گردان حاکم(دجال) به زور رزق و روزی به مردم میدهد و حق الهی زمین و آسمانی (حتی یک حیوان در طبیعت داراست)از مردم گرفته.
انسان از دوره کشاورزی و صنعتی کسب روزی به وسیله خود وارد دوره شده یکپارچگی اقتصادی(به وسیله اینترنت و ابزار دیگر) بوجود آمده(حال حاضر)و رزق و روزی مردم در حد زیادی(میشه گفت کامل) به دست حاکمان عصر افتاده و دجال بخاطر علم (جادو و سحر) بدست اورده.اولین مسایل انسانی رزق و روزی برای حرکت به سوی خیر و شر در دست گرفته.
همچنین در نوشته ها عرفا و روایات اشاره شده دجال پنج مرحله از هفت مرحله علم داراست دو مرحله اخر الهی بوده. مسیح و مهدی و یارانش دارای هفت مرحله خلقت(الهی) هستند. گفته شده دجال به دست مسیح کشته میشوند.
(نوشته بالا از چندین کتاب و شعر و حرفهای عامیانه مردمی گرفته شده)